# 普拉塞國家自然公園

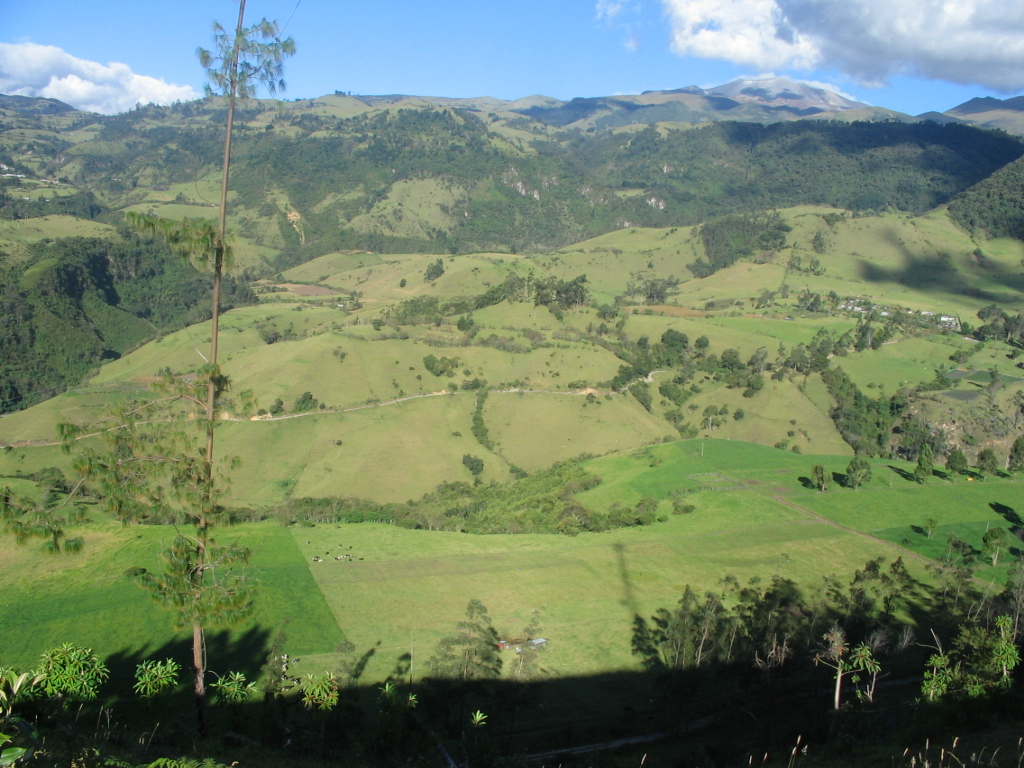

普拉塞國家自然公園（西班牙語：Parque nacional natural Puracé），是哥倫比亞的國家公園，位於該國西南部考卡省和乌伊拉省，成立於1968年，面積830平方公里，普拉塞火山處於該地區。